# Neoarctia brucei
Neoarctia brucei là một loài bướm đêm thuộc phân họ Arctiinae, họ Erebidae.